# Emile Verbrugge

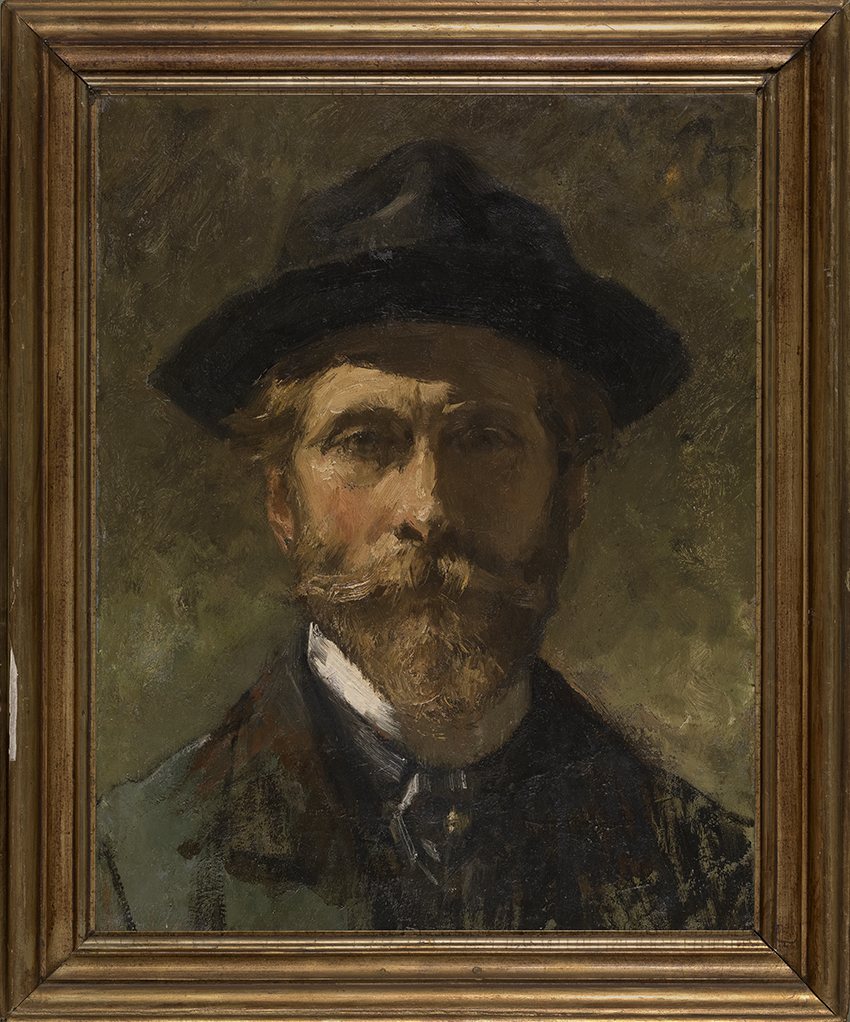
Zelfportret, circa 1920-1936, collectie Groeningemuseum

Emile Edmond Verbrugge (Brugge, 11 maart 1856 – Weerde, 18 januari 1936) was een Belgisch kunstschilder.

## Levensloop

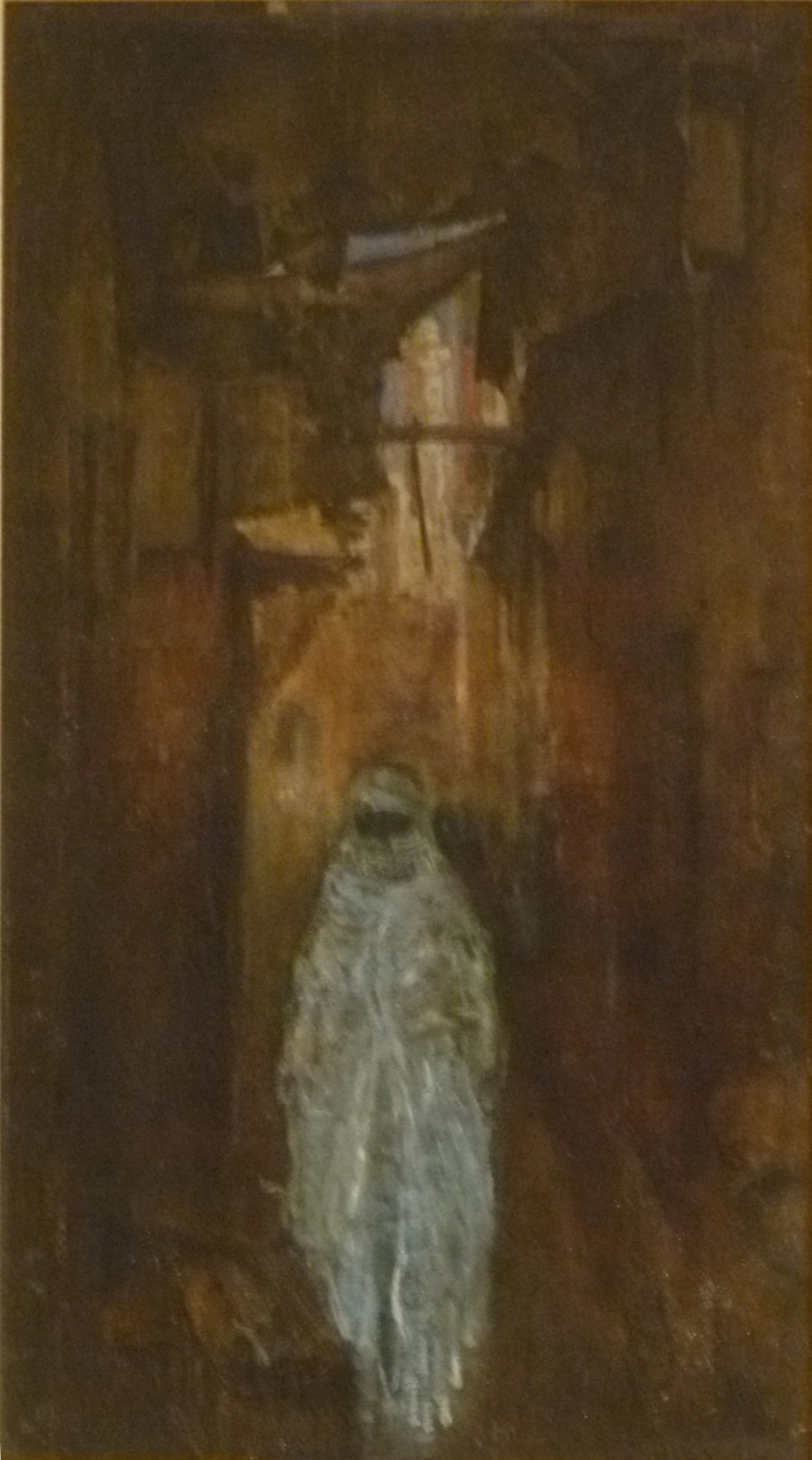
Geanimeerd straatje in Tunis (privébezit)

Hij was een zoon van Pieter Verbrugge en Mathilde Fockenié. Hij begon zijn studies onder de leiding van Eduard Wallays en Bruno Van Hollebeke aan de Kunstacademie in Brugge, waar hij Flori Van Acker als medeleerling had. 
Later ging hij naar de kunstacademies van Antwerpen en van Brussel waar hij Karel Verlat en Jan Frans Portaels als studiemeesters had. 
Op zijn schilderijen waren vooral huiselijke taferelen en dieren te zien. Hij stond bekend als een groot liefhebber en schilder van vogels en andere dieren. Zijn onderwerpen waren zeer gevarieerd. Naast de vele schilderijen die hij maakte tijdens zijn buitenlandse verblijven, schilderde hij veel portretten, stillevens, landschappen, enz. 
Nadat hij in 1880 een tweede prijs had behaald met zijn schilderij De Galliërs overwonnen de Romeinen, won hij in 1883  de Prijs van Rome met zijn schilderij op het opgelegde thema De opwekking van Lazarus. Volgens de toenmalige traditie en dankzij de beurs verbonden aan de Romeprijs, reisde hij gedurende drie jaar in Italië, Tirol, Noord-Afrika en Egypte.
Hij maakte ook enkele Brugse stadsgezichten, wat hem verbindt met de Brugse School.

## Privé
Verbrugge huwde tweemaal, de tweede maal op hoge leeftijd met de jonge Eleonora Pollers.  
Hij stond bekend als een ietwat nerveuze persoon die zeer teruggetrokken leefde. Hij overleed in 1936 in Weerde (bij Zemst), waar hij enkele tientallen jaren woonde.
Hij ligt begraven op het kerkhof van Vilvoorde. Op zijn graf staat in grote letters de volgende tekst: 
Ici repose un Sage.
Vrai artiste, il ne vécut que pour son Art,
dans la solitude et la simplicité.
Travail, bonté, droiture et sagesse
furent toute sa vie.
Hélas: pourquoi dut-il souffrir l'injustice des hommesǃ
Wat die onrechtvaardigheid wel was, is vooralsnog niet bekend.
In Weerde werd naar hem een straat vernoemd in de Kerselarenwijk: de Emile Verbruggestraat.

## Musea
Er behoren schilderijen van hem tot de collecties van onder andere het Groeningemuseum, het Provinciaal Gouvernement van Namen en het Musée Gaspar-Collection de l'Institut Archéologique du Luxembourg. De werken van hem die zich in het Groeningemuseum bevinden (Zelfportret, Italiaanse landman, Arabisch meisje, Werkossen), kwamen er door een schenking in 1950 vanwege zijn weduwe.